# Jaime Hill
Jaime Hill (als High-May ausgesprochen) (* Juli 1963 in San Diego, Kalifornien) ist ein US-amerikanischer American-Football-Trainer. Er war zuletzt Head Coach (Cheftrainer) der Fehérvár Enthroners.

## Karriere
Als Spieler war Hill Wide Receiver an der San Francisco State University. Dort studierte er auch Psychologie und schloss das Studium mit einem Bachelor ab.
Hill startete seine Trainerkarriere 1987 als student assistant wide receivers an der San Francisco State. Es folgten Stationen bei der University of Texas at El Paso, Northern Arizona und Sonoma State. 1992 wurde er Defensive Coordinator (DC) an der University of Chicago, anschließend war er von 1993 bis 1998 als Trainer der Defensive Backs an der Portland State University tätig.
1997 wechselte er in die National Football League, wo er für drei Jahre als Defensive assistant und Secondary coach für die San Francisco 49ers tätig war. 2000/01 war er DC der San Francisco Demons in der kurzlebigen XFL.
In der Folge war er DC an der Humboldt State (2002–03). Es folgte ein Wechsel in die Canadian Football League. 2003 war er Secondary coach der Calgary Stampeders, 2004 und 2005 Co-DC der Ottawa Renegades. Anschließend arbeitete er als DC der Brigham Young University (2006–10), der Portland State (2013/14) und der Simon Fraser University (2014–18).
2019 wurde Hill Head Coach der São Paulo Storm. Seit 2021 war Hill Head Coach der Fehervar Enthroners. Mit diesen spielte er in der Saison 2023 in der European League of Football. Im November 2023 trennten sich die Enthroners von Hill.